# Nikolaj Aleksejevitsj Orlov

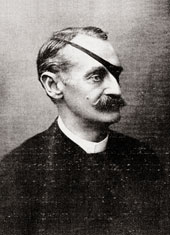
Portretfoto

Nikolaj Aleksejevitsj Orlov (Russisch: Николай Алексеевич Орлов) (Moskou, 27 april 1827 – Fontainebleau, 17 maart 1885) was een Russisch edelman, militair, diplomaat en sociaal hervormer. Hij was ambassadeur in België, het Oostenrijks-Hongaarse rijk, Groot-Brittannië, Frankrijk en Duitsland. Hij was een drijvende kracht achter het verwijderen van lijfstraffen uit het wettelijke straffenarsenaal.

## Leven
Orlov werd geboren in Sint-Petersburg als zoon van Aleksej Fjodorovitsj Orlov en Olga Alexandrovna (geboren Zjerebtsova). Hij studeerde rechten en werd in 1843 page aan het keizerlijk hof. In 1845 werd hij toegewezen aan het Regiment Lijfwachten te paard en het jaar daarna trad hij toe tot de staf van grootvorst Konstantin Nikolajevitsj, de zoon van de tsaar. In 1849 onderscheidde Orlov zich in de onderdrukking van de Hongaarse opstand, en werd hij gepromoveerd tot kapitein. Van 1851 tot 1854 diende hij in de Generale Staf en op het Ministerie van Oorlog. Met de rang van kolonel werd hij naar de Krimoorlog gestuurd onder veldmaarschalk Ivan Paskevitsj. Tijdens de bestorming van het Ottomaanse fort van Silistra in 1854 leidde hij de aanval en raakte hij zwaargewond. 
Het leverde hem de Orde van Sint-George op en een lange revalidatie. Hij verloor een oog en een arm, maar na zestien maanden in Italië was hij voldoende hersteld, zij het niet meer voor militaire dienst. In die periode zette hij zijn belangstelling voor Pruisen om in een Schets van de drie weken durende veldtocht van Napoleon I tegen Pruisen in 1806. In deze beschrijving van een campagne uit de Vierde Coalitieoorlog weet hij Napoleons overwinning aan Pruisische vergissingen.
Bij zijn terugkeer in augustus 1856 werd Orlov bevorderd tot generaal-majoor. Vanaf 1858 begon hij werken te publiceren over sociale hervormingen. Eerst bepleitte hij religieuze tolerantie en in 1861 overhandigde hij de tsaar een memorie Over de afschaffing van lijfstraffen in Rusland en in het Koninkrijk Polen. Deze was mee verantwoordelijk voor het decreet van 17 april 1863, dat grotendeels komaf maakte met de praktijk.
Op 3 juli 1859 was Orlov gevolgmachtigd minister van Rusland in België geworden. Deze diplomatieke post vervulde hij tot 13 december 1869. Daarna was hij kortstondig ambassadeur in Oostenrijk (tot 2 mei 1870) en Groot-Brittannië (tot 14 december 1871). Zijn volgende post was Frankrijk, waar hij bijna tien jaar bleef. In 1884 werd hij nog benoemd in Duitsland, maar zijn gezondheid liet het niet meer toe. Hij verhuisde naar zijn kasteel Bellefontaine () te Samois-sur-Seine, waar hij op 57-jarige leeftijd stierf.
- Gemeinsame Normdatei: 117606138
- International Standard Name Identifier: 0000 0000 1367 8532
- Nationale Bibliotheek van Polen: a0000002771106
- SNAC: w6wj6fnk
- Système universitaire de documentation: 244341753
- Virtual International Authority File: 30317981
- WorldCat: E39PBJyGWyHCVWfBQdW3PFTWDq